# Audi TT
La Audi TT è una autovettura sportiva prodotta dalla casa automobilistica tedesca Audi dal 1998 al 2023 in tre generazioni.

## Prima generazione (1998-2006)
Basata sulla piattaforma della Golf IV, la prima serie, che riportava in auge il nome TT utilizzato negli anni 70 dalla NSU, ha esordito nel settembre 1998, mentre la roadster è arrivata nell'agosto 1999. Nell'ottobre 2004 viene introdotta per la prima volta una trasmissione con cambio a doppia frizione DSG.

## Seconda generazione (2006-2014)
La seconda generazione introdotta nel 2006 della Audi TT cambia radicalmente sia dimensionalmente che telaisticamente. Le forme rimangono generalmente arrotondate, senza spigoli vivi, ma adottando nuovi stilemi come calandra Single Frame Audi, fanali allungati e prese d'aria più generose. Riprende la piattaforma della coeva Golf V, ma adotta molte componenti sia di meccanica che di carrozzeria in alluminio e sospensioni multilink.

## Terza generazione (2014-2023)
La terza serie è stata presentata al Salone di Ginevra 2014, per poi venire commercializzata alla fine dell'anno. Questa generazione viene realizzata sulla base della piattaforma MQB condivisa con le Volkswagen Golf VII, Audi A3 8V e Seat León. Estetica rimane fedele alle serie precedenti, fatta eccezione per il frontale più squadrato con il logo Audi sul cofano motore.

## Galleria d'immagini
| Audi TT Mk1 | Audi TT Mk2 | Audi TT Mk3 |
| ----------- | ----------- | ----------- |
|             |             |             |
|             |             |             |
| 1998-2006   | 2006-2014   | 2014-2023   |